# Archidiecezja Durbanu
Archidiecezja Durbanu – archidiecezja metropolitalna Kościoła rzymskokatolickiego w Republice Południowej Afryki. Powstała 15 listopda 1850 jako wikariat apostolski Natalu. 11 stycznia 1951 została podniesiona do rangi archidiecezji i uzyskała obecną nazwę, zaś 23 czerwca 1958 ustalone zostały jej dzisiejsze granice. 